# Jernspurve
Jernspurve (Prunellidae) er en familie af spurvefugle, med kun en slægt.

## Klassifikation
- Familie Jernspurve Prunellidae
  - Slægt Prunella
    - Alpejernspurv Prunella collaris
    - Himalayajernspurv Prunella himalayana 
    - Rødbrystet jernspurv Prunella rubeculoides 
    - Brunbrystet jernspurv Prunella strophiata
    - Sibirisk jernspurv Prunella montanella
    - Brun jernspurv Prunella fulvescens
    - Kaukasisk jernspurv Prunella ocularis 
    - Sortstrubet jernspurv  Prunella atrogularis
    - Mongoljernspurv Prunella koslowi 
    - Jernspurv Prunella modularis 
    - Japansk jernspurv Prunella rubida
    - Brunrygget jernspurv  Prunella immaculata